# Partido étnico
Un partido étnico es un partido político que busca posicionarse como representante de un determinado grupo o grupos étnicos de un determinado lugar. Los partidos étnicos utilizan su estrategia de representación social como principal estrategia política, relegando a un segundo plano los posicionamientos ideológicos habituales del espectro político.
Los partidos étnicos reciben distintos nombres dependiendo del continente e idioma donde se utilicen. Así, aunque es habitual la denominación partido étnico, en gran parte de América el término más utilizado es partido indigenista, ya que los partidos étnicos nativos se erigen como representantes de los pueblos indígenas que actualmente perviven en buena parte del continente, lo que les diferencia con partidos étnicos de Europa, Asia y África donde los partidos étnicos generalmente buscan defender los intereses de grupos étnicos que son minoritarios en la zona por razones históricas no necesariamente ligadas al colonialismo, si no a otras conquistas militares, desplazamientos migratorios o modificación de las fronteras.
En inglés es habitual referirse a los partidos étnicos como «partidos políticos de las minorías» (en inglés: Political parties of minorities), aunque este es un término más ambiguo, pues los partidos regionalistas e independentistas también pueden ser descritos de ese modo.